# Ивица Зубац
Ивица Зубац (Мостар, 18. март 1997) хрватски је кошаркаш. Игра на позицији центра, а тренутно наступа за Лос Анђелес клиперсе.

## Каријера
Кошарку је почео да тренира са 10 година у локалном клубу из Читлука, Бротњо. Године 2011. прешао је у Цибону, где је остао 4 и по године. У фебруару 2016. године постао је члан Мега Лекса. Право наступа је стекао у Суперлиги, где је за 22 минута на паркету у просеку бележио 10,9 поена и 5,1 скок. Са Мегом је освојио 3. место и помогао клубу да избори пласман у АБА лигу наредне сезоне. Након тога је уследио НБА драфт, на коме је Зубац од стране Лос Анђелес лејкерса изабран као 32. пик. Почетком јула је и потписао трогодишњи уговор са Лејкерсима.
На Светском јуниорском првенству2015. године, које је одржано на Криту у Грчкој, са Хрватском је освојио сребрну медаљу, уз просек од 17,6 поена и 7,9 скокова. Изабран је и у другу петорку првенства. Исте године на Европском првенству за играче до 18 година, које је одржано у Грчкој, у просеку је бележио 15,8 поена, 12,9 скокова и 3 блокаде по мечу.

## Успеси

### Репрезентативни
- Светско првенство до 19 година:  2015.

### Појединачни
- Идеални одбрамбени тим НБА — друга постава (1): 2024/25.